# Flor da Rosa
Flor da Rosa era una freguesia portuguesa del municipio de Crato, distrito de Portalegre.

## Historia
Fue suprimida el 28 de enero de 2013, en aplicación de una resolución de la Asamblea de la República portuguesa promulgada el 16 de enero de 2013 al unirse con las freguesias de Crato e Mártires y Vale do Peso, formando la nueva freguesia de Crato e Mártires, Flor da Rosa e Vale do Peso.